# Stazione di Casalbordino-Pollutri
La stazione di Casalbordino-Pollutri è una fermata ferroviaria posta sulla ferrovia Adriatica, a servizio dei comuni di Casalbordino e Pollutri.

## Storia
La stazione venne attivata il 25 aprile 1864, come parte della tratta da Ortona a Foggia.
In seguito al completamento del raddoppio da Ortona a Casalbordino, avvenuto il 27 novembre 2005, venne trasformata in fermata.

## Movimento
La stazione è servita da tutti i treni regionali di Trenitalia e TUA che collegano Termoli con Pescara, eventualmente proseguendo per Teramo.